# Västra Stackmora
Västra Stackmora is een plaats in de gemeente Orsa in het landschap Dalarna en de provincie Dalarnas län in Zweden. De plaats heeft 58 inwoners (2005) en een oppervlakte van 14 hectare. De ongeveer op 260 meter boven de zeespiegel gelegen plaats ligt net buiten de plaats Orsa.